# 马田街道
马田街道是中国广东省深圳市光明区下辖的一个街道。辖区总面积17.76平方公里，下辖合水口、马山头、根竹园、薯田埔和将石等5个社区。
2016年8月31日，光明新区原公明街道、光明街道二分为六，新设马田街道，同日挂牌。

## 经济
深圳市九大传统优势产业集聚基地中的钟表和内衣两大基地位于此街道。